# フアン・マリ・アルサック
フアン・マリ・アルサック・アラティベル (Juan Mari Arzak Arratibel, 1942年7月31日 - )は、スペイン王国サン・セバスティアン出身の料理人。サン・セバスティアンにあるレストラン「アルサック」のオーナーシェフ。新バスク料理の世界で巨匠のひとりとされている。アルサックは自身の料理を「署名した料理。進歩的、研究的、前衛的なバスク料理」と表現している。

## 経歴
現在のレストラン「アルサック」の建物が建てられたのは1897年である。アルサックの祖父母によってタベルン（小規模なレストラン）兼ワインセラーとして経営され、アルサックの両親が経営を引き継いでから洗練されたレストランとなった。ギプスコア県の守護聖人であるイグナチオ・デ・ロヨラの日の1942年7月31日、料理人であるフアン・ラモン・アルサックとフランシスカ・アラティベルの間の一人子として、ギプスコア県サン・セバスティアンに生まれた。幼少時代は多くの時間を祖父母のレストランで過ごし、後にそのレストランはアルサックの両親が経営権を引き継いだ。アルサックが9歳だった1951年に父親が死去し、母親はアルサックがレストランの経営を担えるまでひとりで経営を続けた。マドリードのガストロノミー上級学校（ホテル経営学校）で本格的に料理への興味を抱いた。兵役や、フランス・パリやスイスなど国外での研修を終えると、サン・セバスティアンにあるアルサック家のレストランに戻ってシェフとしての訓練を開始し、肉のローストを担当した。やがて母親からレストランの経営を引き継ぎ、1989年には初めてミシュランの3つ星を得た。2005年以降には友人でもあるカルロス・アルギニャーノのテレビ番組に出演し、ガストロノミー文化（美食文化）の革新について解説している。2008年、「バスク地方でもっとも重要な伝統であるガストロノミーを新時代に適応させたこと、さらに、世界でもっとも革新的なレストランを作り上げたこと」が評価され、ユニバーサル・バスク賞を受賞した。

## 人物

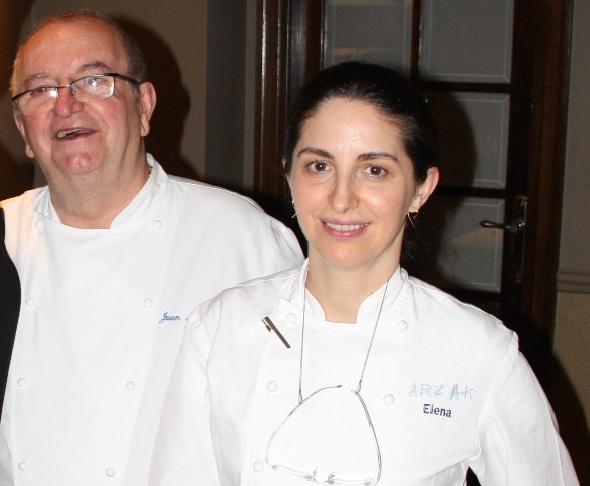
アルサック（左）と娘のエレーナ

アルサックと妻のマイテ・エスピナの間には2人の娘がおり、1969年に生まれた次女のエレーナ・アルサックも名の知られた料理人となった。エレーナは2001年に国際ガストロノミー・アカデミー賞を受賞し、2010年にはスペイン文化省によるスペイン国民美食料理長賞を受賞した。2012年、エレーナはレストラン誌の「世界のベスト・レストラン50」で世界最優秀女性料理人に選ばれた。現在、レストラン「アルサック」の経営はエレーナが行っているが、アルサック自身も料理場に立っている。